# Epithema sarawakense
Epithema sarawakense är en tvåhjärtbladig växtart som beskrevs av Olive Mary Hilliard och Brian Laurence Burtt. Epithema sarawakense ingår i släktet Epithema och familjen Gesneriaceae. Inga underarter finns listade i Catalogue of Life.